# Microrégion de Batatais
La microrégion de Batatais est l'une des sept microrégions qui subdivisent la mésorégion de Ribeirão Preto de l'État de São Paulo au Brésil.
Elle comporte 6 municipalités qui regroupaient 106 620 habitants en 2006 pour une superficie totale de 3 089 km².

## Municipalités[1]
- Altinópolis
- Batatais
- Cajuru
- Cássia dos Coqueiros
- Santa Cruz da Esperança
- Santo Antônio da Alegria